# Джузеппе Мартінеллі
Джузеппе Мартінеллі (італ. Giuseppe Martinelli, 11 березня 1955) — італійський велогонщик.
Срібний призер Олімпійських Ігор 1976 року в груповій шосейній гонці.